# Katja Holanti
Katja Holanti (* 5. April 1974 in Vehkalahti) ist eine frühere finnische Biathletin.
Katja Holanti lebt in Joensuu und startete für Vehkalahden Veikot. Seit 1990 betrieb sie Biathlon und trat seit 1993 im Biathlon-Weltcup an. In ihrem ersten Rennen, einem Einzel in Lillehammer, erreichte sie Platz 19 und gewann damit auch sofort Weltcuppunkte. Anschließend dauerte es jedoch längere Zeit, bis die Finnin eine ähnlich gute Platzierung erneut erreichen konnte. Bei den Olympischen Spielen 1994 startete sie im Einzel (56.) und mit der Staffel (10.). Bessere Platzierungen schaffte Holanti bei den Biathlon-Weltmeisterschaften 1995 in Antholz. Dort wurde sie 38. im Einzel, 36. im Sprint und Neunte mit der finnischen Staffel. Ein Jahr später erreichte Holanti in Ruhpolding mit Platz 12. im Einzel neben dem 46. Rang im Sprint ein sehr gutes Ergebnis. Ein erstes sehr gutes Ergebnis im Weltcup erreichte Holanti 1996 in Östersund als Viertplatzierte mit der finnischen Staffel. Auch bei den Weltmeisterschaften 1997 in Osrblie konnte sie erstmals eine einstellige Platzierung erreichen. Im Mannschaftswettbewerb wurde Finnland Sechster. Hinzu kommt Platz 46 im Einzel, 20 im Sprint, 22 in der Verfolgung und Rang zehn mit der Staffel.
1998 nahm Holanti in Nagano erneut an Olympischen Spielen teil. Sie startete im Einzel (45.) und dem Sprint (46.). Kurz nach den Spielen schaffte die Finnin in Hochfilzen als Neunte im Sprint erstmals ein Ergebnis in den Top Ten in einem Weltcup-Rennen. Zudem gewann sie bei den Weltmeisterschaften 1998, deren Verfolgungsrennen (Platz 29) auf dem olympischen Sprint beruhte, im Mannschaftswettbewerb mit Tiina Mikkola, Mari Lampinen und Sanna-Leena Perunka die Bronzemedaille. Recht erfolgreich war Holanti auch bei den Weltmeisterschaften 1999 in Kontiolahti. Nach Platz 15 im Sprint schaffte sie in der Verfolgung den Sprung auf Platz sieben und wurde zudem Sechste mit der Staffel. Weniger gut verliefen die Weltmeisterschaften 2000 mit Platzierungen jenseits von Rang 25. Noch schlechter verliefen die Weltmeisterschaften 2001 in Pokljuka mit Ergebnissen jenseits von Platz 50 und einer Überrundung in der Verfolgung. Holantis letzte Saison 2001/02 wurde auch ihre Beste. Die Finnin gewann in Osrblie das Sprintrennen und schaffte damit ihren einzigen Sieg. Zudem belegte sie den dritten Platz im Einzel. In der Gesamtwertung der Saison konnte sie Platz 20 erreichen. Letztes Großereignis der Finnin waren die Olympischen Winterspiele 2002 in Salt Lake City. Dort wurde sie 13. im Einzel, 52. im Sprint und 46. in der Verfolgung. Nach der Saison beendete sie ihre Karriere.

## Biathlon-Weltcup-Platzierungen
Die Tabelle zeigt alle Platzierungen (je nach Austragungsjahr einschließlich Olympische Spiele und Weltmeisterschaften).
- 1.–3. Platz: Anzahl der Podiumsplatzierungen
- Top 10: Anzahl der Platzierungen unter den ersten zehn (einschließlich Podium)
- Punkteränge: Anzahl der Platzierungen innerhalb der Punkteränge (einschließlich Podium und Top 10)
- Starts: Anzahl gelaufener Rennen in der jeweiligen Disziplin

| Platzierung | Einzel | Sprint | Verfolgung | Massenstart | Team | Staffel | Gesamt |
| ----------- | ------ | ------ | ---------- | ----------- | ---- | ------- | ------ |
| 1. Platz    |        | 1      |            |             |      |         | 1      |
| 2. Platz    |        |        |            |             |      |         |        |
| 3. Platz    | 1      |        |            |             |      | 1       | 2      |
| Top 10      | 2      | 5      | 2          | 1           | 1    | 10      | 21     |
| Punkteränge | 7      | 16     | 9          | 4           | 1    | 14      | 51     |
| Starts      | 30     | 51     | 24         | 4           | 1    | 15      | 125    |